# Лубана
Лубана (латис. Lubāna, нім. Lubahn) — місто в Мадонському районі Латвії.

## Назва
- Лубана (латис. Lubāna;  вимова)
- Лубан (нім. Lubahn, Luban)

## Географія
Розташоване на північний схід від Мадони на річці Айвієксте.

## Населення
- Населення — 1934 мешканці.

## Релігія
- лютеранська церква (1868—1972)
- католицька церква

## Освіта
- Дитячий садок
- Школа